# THE SYNDIKATE7
THE SYNDIKATE7（ザ・シンジケート・セブン）は、2006年に結成された日本のロック・バンド。通称・略称はTSK7・シンジケートが用いられる。

## 概要
- 2006年
  - 高山克彬（ex.KATZE）が結成。ギターに尾崎浩司（ex.THE BOLD）、ドラムに高山靖彬（ex.KATZE）で始動。
  - 4月18日 1stアルバム「FIRST」を皮切りに約2ヶ月間隔という驚異的なスピードで7月20日 2ndアルバム「THE SECOND」、9月7日 3rdアルバム「Ⅲ」をリリース。
- 2008年
  - 尾崎浩司と高山靖彬脱退。
  - 太鼓隊として大島香（ex.THE BELLS）、安藤善（Far Apart Daily Life）、鳥塚将義（ex.THE STAND UP, ex.NANISAMA?）、ベースに中野雄広が参加。オンリーワンなスタイルを目指し始動。
  - 12月8日 4thアルバム「Ⅳ -THE BEST-」をリリース。新曲含む全18曲で過去にリリースされた曲もほぼ新アレンジで再録されている。
- 2011年
  - 7月24日 5thアルバム「Ⅴ」をリリース。
- 2014年
  - 新たなベースに鈴木正美（De-LAX, THE VACATIONS）を迎え再始動。
- 2015年
  - 原点に戻り4人で再始動。
  - 8月8日 6thアルバム「VI」をリリース。4年ぶりアルバムリリースとなった。
- 2016年
  - 鳥塚将義 脱退。
- 2017年
  - ボーカリストとして活動している、KENT（ex.Stołź）が10月26日の渋谷La.mama公演より新たにベースで加入。これに伴い編成も一新する。
- 2018年
  - 大島香 脱退。
  - 10年以上続いてきた太鼓隊編成を辞め、高山克彬（ギターボーカル）、安藤善（ドラム）、KENT（ベース）というTHE SYNDIKATE7の原点とも言える3ピース編成へと一新する。
  - 7月20日 7thアルバム「SEVENTH」リリース。
  - アルバムを引っさげ "SEVENTH" Tour 2018→2019 と題し1年間の全国リリースツアーを行う。
- 2021年
  - 8月28日 8thアルバム「EIGHTH」リリース。
- 2023年
  - 「SUNRISE」が、ANAと山形県鶴岡市が行なっている「産直空輸」のPRソングとして起用。タイアップを記念し、6月5日に特別シングルとして『SUNRISE』をシングルカットしてリリース。
  - 8月4日1stシングル「銀狼」リリース。
  - シングルを引っさげ4年ぶりの全国ツアーが決定。

これまでに新譜のリリース時期問わず、全国的に数多くのライブを行っている。又、メンバー個々でも多岐にわたるソロワークを行っている。
現在のメンバー安藤善とKENTもボーカルを取れるため、最近では高山克彬が作曲した各メンバーソロ曲もライブで披露されている。

## メンバー
- 高山克彬 （たかやま かつのり、1963年10月31日、Blood-Type, B）: ボーカル、ギター

KATZEのベーシストとして、1988年にメジャーデビュー。
結成から5年という短い期間で日本のロックシーンを魅了。1991年、中野サンプラザのライブを最後に解散。
KATZE解散後、大山正篤（ex.ZIGGY）らとLAVを結成。2枚のアルバムをリリースし、ミズノのCMや日本テレビ系「どんまい!!SPORTS & WIDE」エンディングテーマなどとタイアップ。
LAV解散後は、プロデュース業や中村敦（ex.KATZE）らとのバンド N☆M☆A、ソロ活動を経て2006年にTHE SYNDIKATE7を結成。
以後、数多くのライブを全国的に行う。THE SYNDIKATE7のリーダーであり、全楽曲を制作。
- 安藤善 （あんどう まさる、1982年7月29日、Blood-Type, B）: ドラム、ボーカル

埼玉県熊谷市を拠点とするFar apart Daily lifeのドラマーとしてデビュー。 2008年にTHE SYNDIKATE7のドラマーとしても加入。
Far apart Daily lifeでは東京・埼玉を中心に全国的に活動を行い、これまでに幾つものアルバムをリリース。
2019年 2nd mini Album「泡沫-utakata-」をリリース。
THE SYNDIKATE7と兼任し、プログレッシブ・メタルを基調としたテクニカルなドラムとコーラスを得意とする。
ex.Blast a Skizeの我希のサポートドラマーとしても活動していた。
- KENT （けんと、9月6日、Blood-Type, A）: ベース、ボーカル

Stołźのボーカリストとして、2014年にデビュー。Stołź解散後ソロデビュー。
都内を中心に全国的に活動を行い、これまでに幾つものシングル・アルバムをリリース。
2017年10月にTHE SYNDIKATE7のベーシストとして加入。
2018年、書き下ろし楽曲「回遊魚 -The end of sorrow-(白と黒ver.)」が、まんざらでもねぇ 単独公演「白と黒」の主題歌に起用。
2018年3月31日に開催されたStołź ONE-MAN SHOW「Re:birth」では、THE SYNDIKATE7のLONG LONG WAYをカバーした。
2019年9月25日、1st ALBUM「Still The One」をリリース。
2020年「Dreamer」が株式会社赤坂ユニベイスのブライダルジュエリーブランド「GALA jewelry」のCMソングに起用。
2023年1月、ソロ名義では初となるワンマンライブ「KENT 1st ONE-MAN SHOW 『DLIVE TO THE FUTURE』」を開催。
2023年2月「Chain」が仙台ラジオ3にて放送中のマスダトモヒロ「オトノハラジオ」のエンディングテーマとして起用。
2025年1月 ヴィジュアル系バンド DECAMERONのラストライブにてサポートベーシストとして抜擢される。
自身の活動の他、プロデュース業やサポートベーシストとしての活動も行なっている。
THE SYNDIKATE7では、プロモーション担当として映像制作からグラフィックデザイナーも担う。2021年8月28日にリリースされた「EIGHTH」からジャケット写真やアーティスト写真、ポスターやグラフィックデザインを担当。2023年8月4日にリリースされた「銀狼」ではマスタリングエンジニアも担当。又、KATZEメンバーとは全員親交がある。

## ディスコグラフィ

### シングル
|              | 発売日    | タイトル | 収録曲     | 備考 |
| ------------ | --------- | -------- | ---------- | --- |
| 特別シングル | 2023/6/5  | SUNRISE  | 1. SUNRISE | ANA×鶴岡市「産直空輸」タイアップを記念したシングルカット                                                                                          |
| 1st          | 2023/8/4  | 銀狼     | 1. 銀狼    | 結成17年目にして初のシングル |
| 2nd          | 2023/11/4 | ANYTIME  | 1. ANYTIME | 仙台ラジオ3 マスダトモヒロ「オトノハラジオ」11月エンディングテーマ ジャケット写真はこれまでのバンドのイメージと大きく変わったデザインとなっている |

### アルバム
|     | 発売日    | タイトル     | 収録曲 | 備考 |
| --- | --------- | ------------ | --- | --- |
| 1st | 2006/4/18 | FIRST        | 1. START ME UP 2. ROCK SHOW 3. 約束しようよ 4. COME ON! | |
| 2nd | 2006/7/20 | THE SECOND   | 1. The Syndikate 7 2. START ME UP 3. HELLO 4. ビリビリ 5. 夢は終わらない 6. ゆっくりと 7. 裸足のまま | |
| 3rd | 2006/9/7  | Ⅲ            | 1. Funny Pretty Sweety 2. 友よ！ 3. Anytime 4. Walking On The Street 5. 夜の向こう側まで 6. たったひとつ願いが叶うなら 7. THE SYNDIKATE 7 | |
| 4th | 2008/12/8 | Ⅳ -THE BEST- | 1. Stand By You 2. Hello 3. I've Got My Way 4. Walkin' On The Street 5. Anytime 6. カフェ・ラ・テ 7. Only You 8. 友よ! 9. Hey 10. Funny Pretty Sweety 11. Walkin' In The Sunshine 12. Happy Birthday 13. Start Me Up 14. Superstar 15. あなたの夢を 16. ドンチャカ 17. THE SYNDIKATE 7 18. Sound Of Life | |
| 5th | 2011/7/24 | Ⅴ            | 1. LONG LONG WAY 2. SINK SLIDE RACK 3. JUST ROCK'N'ROLL 4. KUROI HITOMI 黒い瞳 5. CRAZY FOR YOU 6. JIMNY 7. HADASHI NO MAMA 裸足のまま 8. EPILOGUE | |
| 6th | 2015/8/8  | Ⅵ            | 1. RIDING WITH THE WIND 2. KICK START 3. FUCKIN' FREESTYLE 4. 羅針盤 5. 奇蹟 6. COME ON 7. サブロー 8. VIENT 9. 夜の向こう側まで 10. HAPPY MAN | |
| 7th | 2018/7/20 | SEVENTH      | 1. SAKURA 2. I'M TALKIN' TO YOU 3. MORNING GLORIES 4. WE CAN MAKE A CHANGE 5. HOW LONG 6. 光速 SPEED OF LIGHT 7. 希望という名の丘の上で | KENT 初参加アルバム。「MORNING GLORIES」はTHE SYNDIKATE7初の高山克彬以外の作詞（ エレキトオル） |
| 8th | 2021/8/28 | EIGHTH       | 1. SUNRISE 2. BABY BABY 3. EBONY STAR 4. DAYDREAM 5. FOLLOW 6. CLOSE TO YOU 7. NO MATTER 8. MURKY MOON 9. 祭 沼津 10. この手を離さないで ver.2 11. 青い月明かり 12. 群青 13. この手を離さないで (CD盤限定シークレットトラック)                                                                           | 現メンバー3人での初のアルバム。 M4. DAYDREAM（Vocal: 安藤善） M7. NO MATTER（Vocal: KENT） M5. FOLLOW（作詞: エレキトオル） ゲストギタリスト： M3. EBONY STAR M7. NO MATTER: クチャッキー M9. 祭 沼津: ENDY(GOOFY'S HOLIDAY) |

### その他
|          | 発売日    | タイトル                                | 備考                      |
| -------- | --------- | --------------------------------------- | ------------------------- |
|          | 2018/8/17 | 祭り 沼津                               | 静岡県 沼津市 応援ソング  |
| アルバム | 2020/4/15 | previous Eighth -SAVE OUR SANCTUARY-    | チャリティーアルバム      |
| アルバム | 2020/5/24 | previous Eighth -SAVE OUR SANCTUARY- #2 | チャリティーアルバム      |
| アルバム | 2020/5/24 | Past Masters                            | 2004〜2018 ベストアルバム |

## タイアップ
| 年     | 曲名    | タイアップ                                                         |
| ------ | ------- | ------------------------------------------------------------------ |
| 2023年 | SUNRISE | ANA×鶴岡市「産直空輸」PRソング                                     |
| 2023年 | ANYTIME | 仙台ラジオ3 マスダトモヒロ「オトノハラジオ」11月エンディングテーマ |